# Ellington Airport (Texas)

i7
i11
i13
Der Ellington Airport (auch Ellington Field, IATA-Code: EFD, ICAO-Code: KEFD) wird sowohl als ziviler als auch als militärischer Flughafen genutzt. Das US-Militär bezeichnet seinen Teil des Geländes als Ellington Field Joint Reserve Base. Erworben durch die Stadt Houston, Texas im Jahr 1984, unterstützt Ellington Field jetzt die Operationen des US-Militärs, der NASA und der allgemeinen Luftfahrt.
Am Flugplatz ist einer der größten Flieger-Clubs in Texas stationiert, zusätzlich werden alljährlich die Flugshows über Houston ausgetragen. Der Flughafen wird durch das Houstoner Flughafensystem betrieben.

## Lage und Verkehrsanbindung
Der Ellington Airport liegt rund 26 Kilometer südöstlich des Stadtzentrums von Houston. Neben dem Flughafen verläuft die Texas State Route 3, während die Interstate 45 rund zwei Kilometer südwestlich des Flughafens verläuft. Nordwestlich des Flughafengeländes verlaufen zudem der Texas State Highway Beltway 8 und der Sam Houston Tollway.

## Geschichte
Der Flughafen wurde 1917 für die Schulung von Piloten der United States Army Air Corps angelegt, wurde zwischenzeitlich von der United States Air Force betrieben und befindet sich seit 1984 im Besitz der Stadt Houston.
Bis 2002 nutzte UPS Airlines den Ellington Airport, anschließend wurden die Flüge zum George Bush Intercontinental Airport verlegt. Bis 2004 führte Continental Express Linienflüge ab dem Ellington Airport zum George Bush Intercontinental Airport durch.
Im Juni 2015 gab die FAA bekannt, dass auf dem Gelände des Flughafens unter der Bezeichnung Houston Spaceport ein kommerzieller Weltraumbahnhof errichtet werden soll. 2017 eröffnete das Lone Star Flight Museum am Ellington Airport. Zuvor befand es sich in Galveston. Nachdem das Museum im Jahr 2008 vom Hurrikan Ike überflutet worden war, wurde entschieden, es weiter ins Landesinnere zu verlegen. Am 29. März 2019 wurde ein neuer, rund 44 Meter hoher Kontrollturm eingeweiht. Er ersetzte den alten, rund 34 Meter hohen Kontrollturm aus dem Jahr 1955.

## Flughafenanlagen

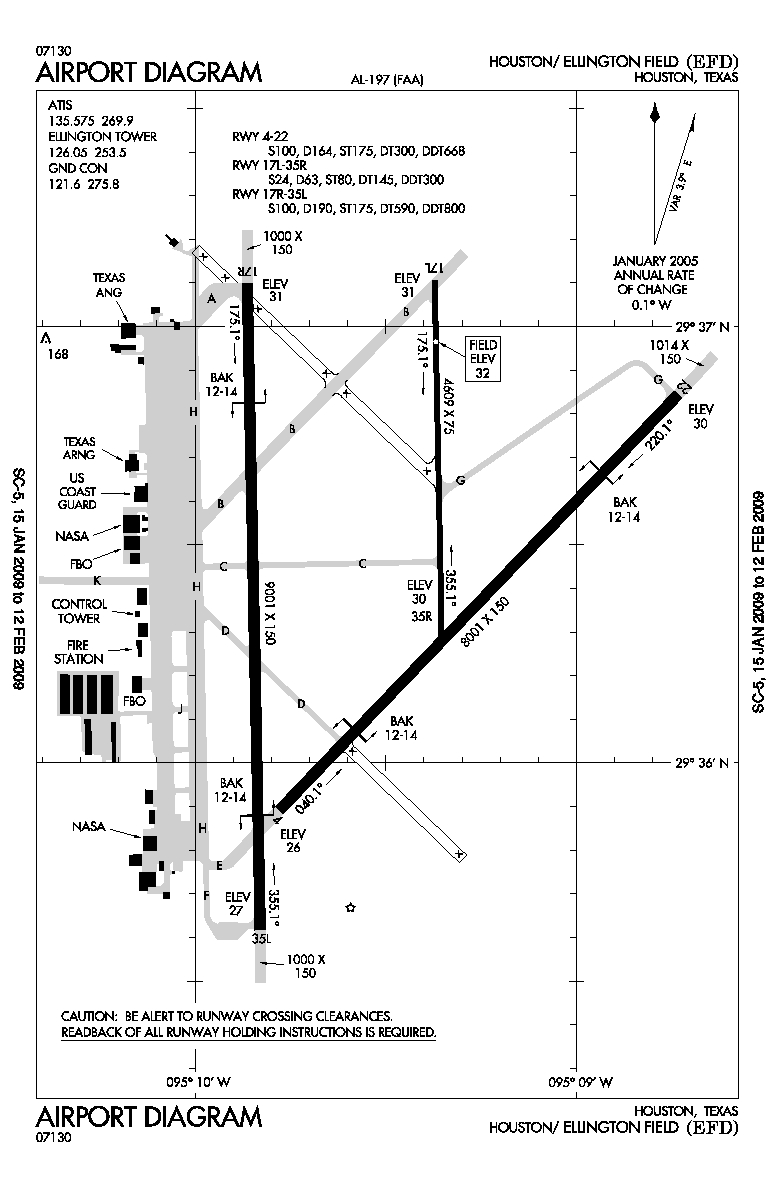
FAA-Flughafendiagramm des Ellington Airport (veraltet)

Der Ellington Airport erstreckt sich über 931 Hektar.

### Start- und Landebahnen
Der Ellington Airport verfügt über drei Start- und Landebahnen. Die längste Start- und Landebahn trägt die Kennung 17R/35L, ist 2744 Meter lang und 46 Meter breit. Die parallele Start- und Landebahn 17L/35R ist 1405 Meter lang und 24 Meter breit. Die Querwindbahn 04/22 ist 2439 Meter lang und 46 Meter breit. Alle Start- und Landebahnen sind mit einem Belag aus Beton ausgestattet. Die Landebahnen 17R, 35L und 22 sind mit CAT I-Instrumentenlandesystemen ausgestattet.

### Passagierterminal
Da ab dem Ellington Airport keine kommerziellen Flüge angeboten werden, verfügt der Flughafen nur über ein Terminal für die allgemeine Luftfahrt.

### Militär
Die Texas Air National Guard betreibt die im Nordwesten des Flughafens gelegene Ellington Field Joint Reserve Base, welche auch von der Texas Army National Guard und der United States Coast Guard genutzt wird.

### NASA
Die NASA nutzt mehrere Bereiche des Flughafens, primär werden Flüge für das nahe gelegene Lyndon B. Johnson Space Center durchgeführt. Unter anderem sind Northrop T-38 sowie die drei WB-57 der NASA auf dem Ellington Field stationiert.

## Verkehrszahlen
| Jahr | Passagierzahlen | Luftfracht (Tonnen) (mit Luftpost) | Flugbewegungen (mit Militär) |
| ---- | --------------- | ---------------------------------- | ---------------------------- |
| 2023 | 1               | 0                                  | 100.988                      |
| 2022 | 2               | 0                                  | 79.057                       |
| 2021 | 1               | 0                                  | 72.878                       |
| 2020 | 3               | 36                                 | 61.890                       |
| 2019 | 1               | 28                                 | 75.397                       |
| 2018 | 0               | 0                                  | 75.216                       |
| 2017 | 2               | 18,1                               | 88.413                       |
| 2016 | 2               | 10,9                               | 102.569                      |
| 2015 | 2               | 0                                  | 92.797                       |
| 2014 | 4               | 14                                 | 104.414                      |
| 2013 | 2               | 0                                  | 93.655                       |
| 2012 | 0               | 0,4                                | 97.707                       |
| 2011 | 0               | 1                                  | 108.862                      |
| 2010 | 1               | 1,2                                | 110.493                      |
| 2009 | 0               | 0,4                                | 126.702                      |
| 2008 | 0               | 0,2                                | 135.575                      |
| 2007 | 2               | 0                                  | 147.904                      |
| 2006 | 0               | 0                                  | 131.581                      |
| 2005 | 0               | 0                                  | 108.024                      |
| 2004 | 53.947          | 0                                  | 110.731                      |
| 2003 | 80.306          | 0                                  | 109.528                      |
| 2002 | 76.035          | 52.285                             | 102.016                      |
| 2001 | 60.255          | -                                  | -                            |
| 2000 | 73.880          | -                                  | -                            |
| 1999 | 96.943          | -                                  | -                            |
| 1998 | 102.550         | -                                  | -                            |
| 1997 | 111.405         | -                                  | -                            |
| 1996 | 94.299          | -                                  | -                            |
| 1995 | 91.028          | -                                  | -                            |
| 1994 | 117.895         | -                                  | -                            |
| 1993 | 114.656         | -                                  | -                            |
| 1992 | 108.976         | -                                  | -                            |
| 1991 | 85.560          | -                                  | -                            |
| 1990 | 35.908          | -                                  | -                            |

## Zwischenfälle
- Am 10. Mai 1973 überdrehte an einer Curtiss C-46A-55-CK Commando des US-amerikanischen Besitzers Joel Guinn (Luftfahrzeugkennzeichen N446M) im Steigflug vom Militärflugplatz Houston-Ellington der rechte Propeller. Die Maschine war mit 508 kg überladen worden. Die Besatzung war nicht in der Lage, das Fahrwerk auszufahren und führte eine Notlandung auf einem Feld entlang der Straße I-45 westlich des Flughafens durch. Beide Piloten, die einzigen Insassen auf dem Frachtflug, überlebten den Unfall. Das Flugzeug wurde irreparabel beschädigt.[17]